# In-Dein-Pagodenwald

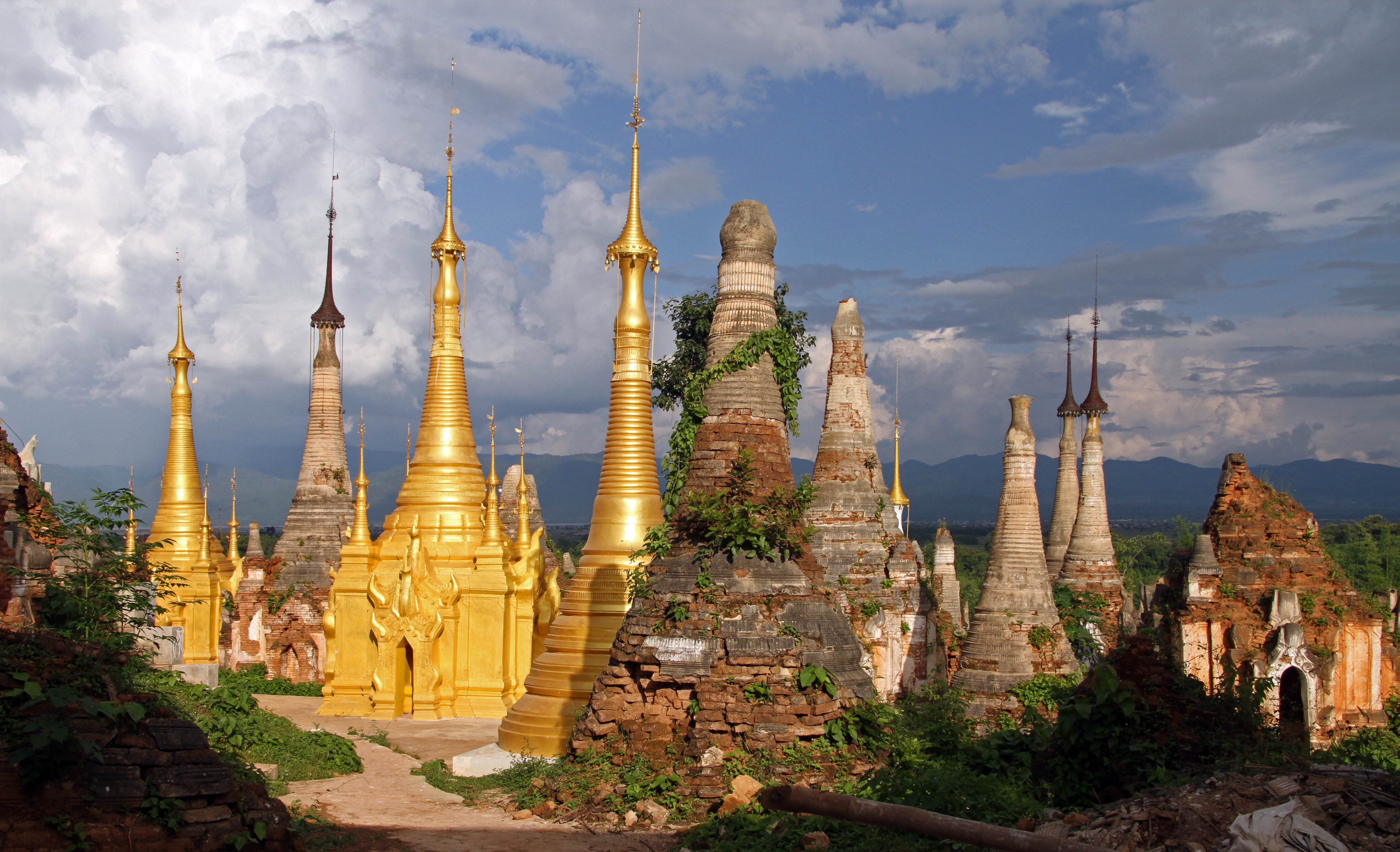
In-Dein-Pagodenwald

Der In-Dein-Pagodenwald ist eine buddhistische Friedhofs- und Gedenkanlage am Inle-See in Myanmar.

## Beschreibung
Der Pagodenwald liegt westlich des Inle-Sees und ist über einen Kanal erreichbar. Die ältesten Grab-Stupas dieses Friedhofs stammen aus dem 17. Jahrhundert, aber auch heute noch werden neue Stupas gebaut. Immer mehr alte Monumente sind inzwischen renoviert, und so hat sich ein buntes Gemisch aus Gold, Stuck und nacktem, manchmal bewachsenem Backstein entwickelt.
Ein überaus lebhafter Souvenir-Markt hat sich in einem kilometerlangen überdachten Zugang zu dem Pagodenwald etabliert. Im Abstand von fünf Tagen findet zudem ein Markt für Dinge des täglichen Gebrauchs statt; an den Tagen dazwischen wird dieser Markt reihum in einem anderen Dorf abgehalten (sogenannter Fünftagemarkt).

## Galerie

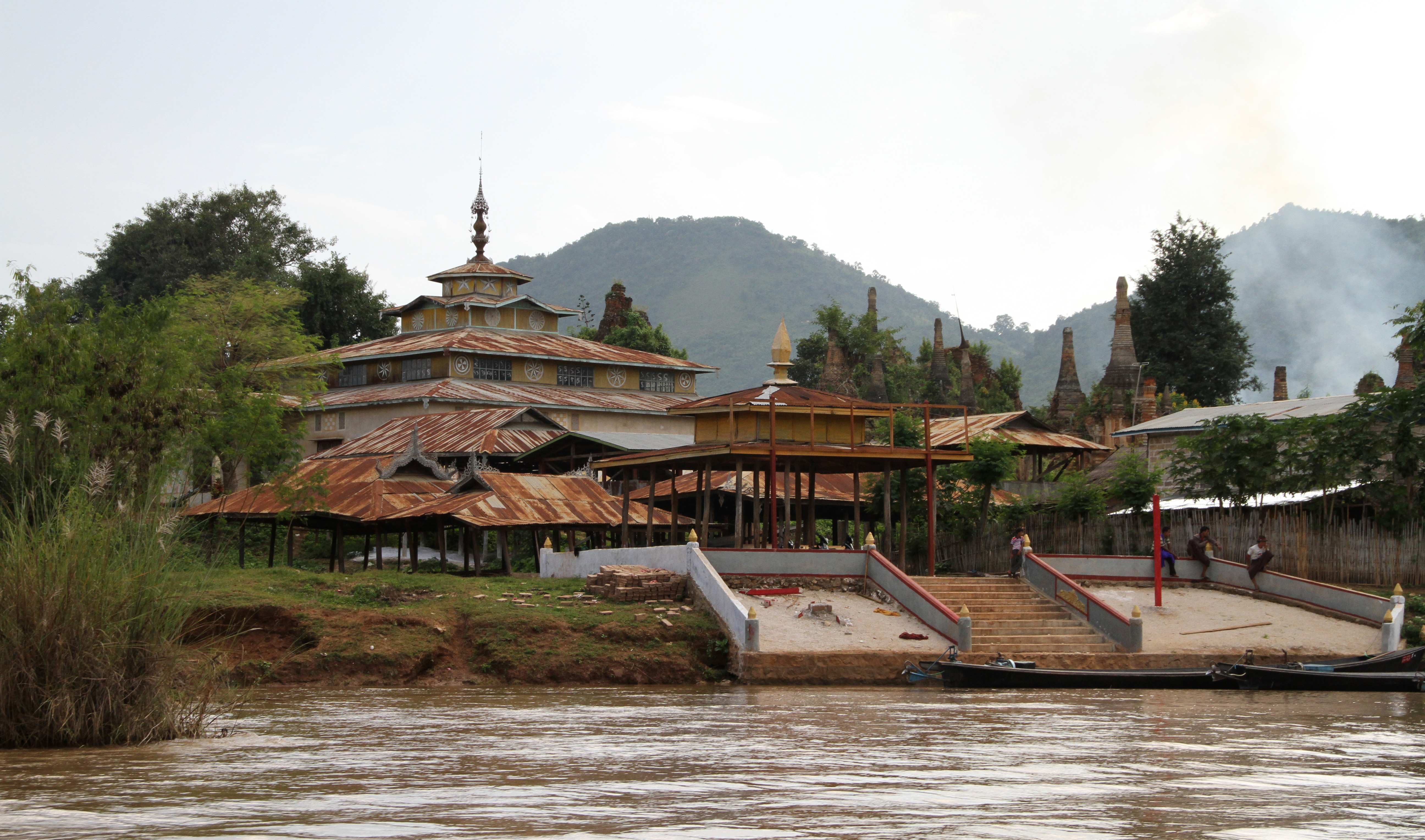
Landeplatz
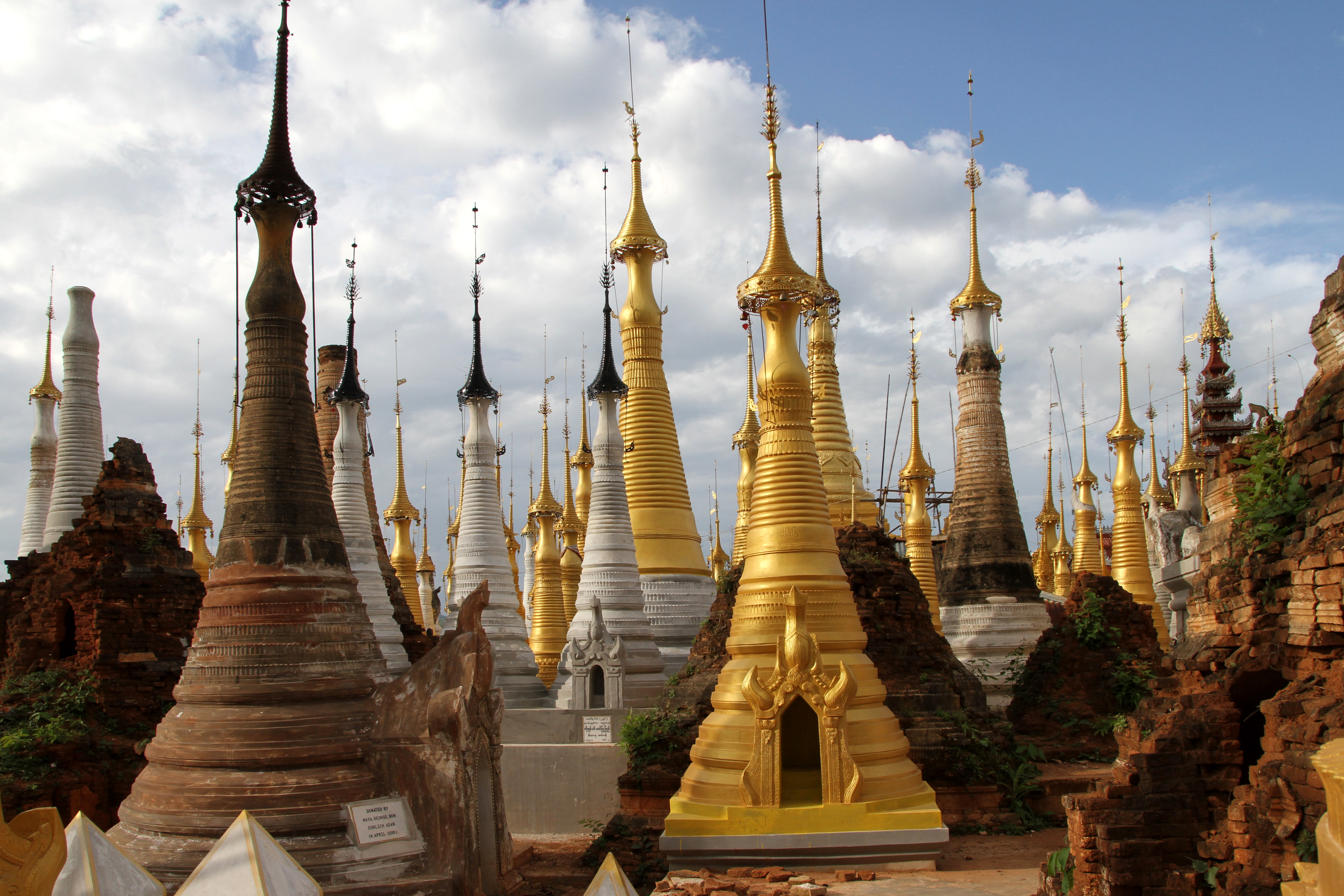
Grab-Stupas
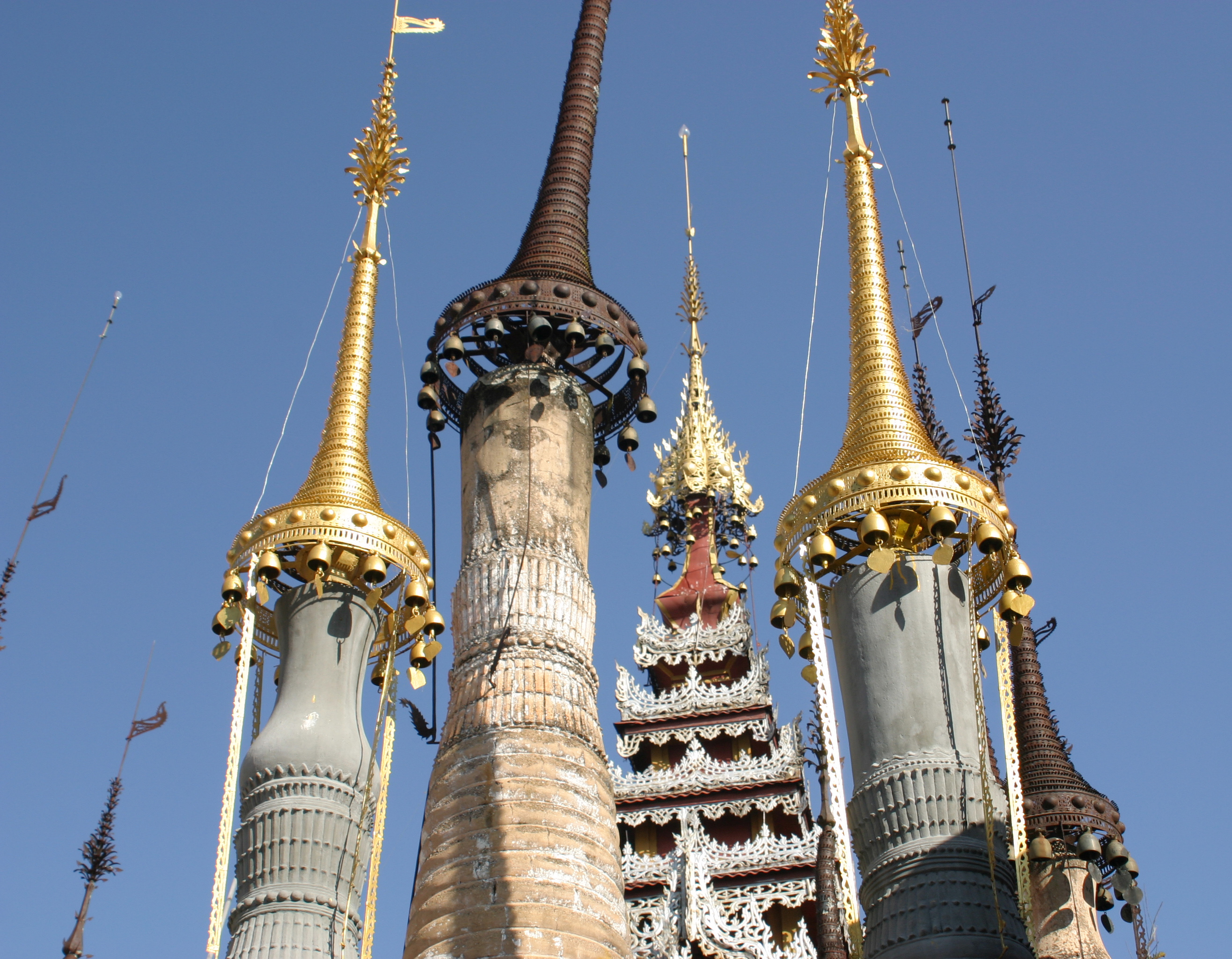
Htis
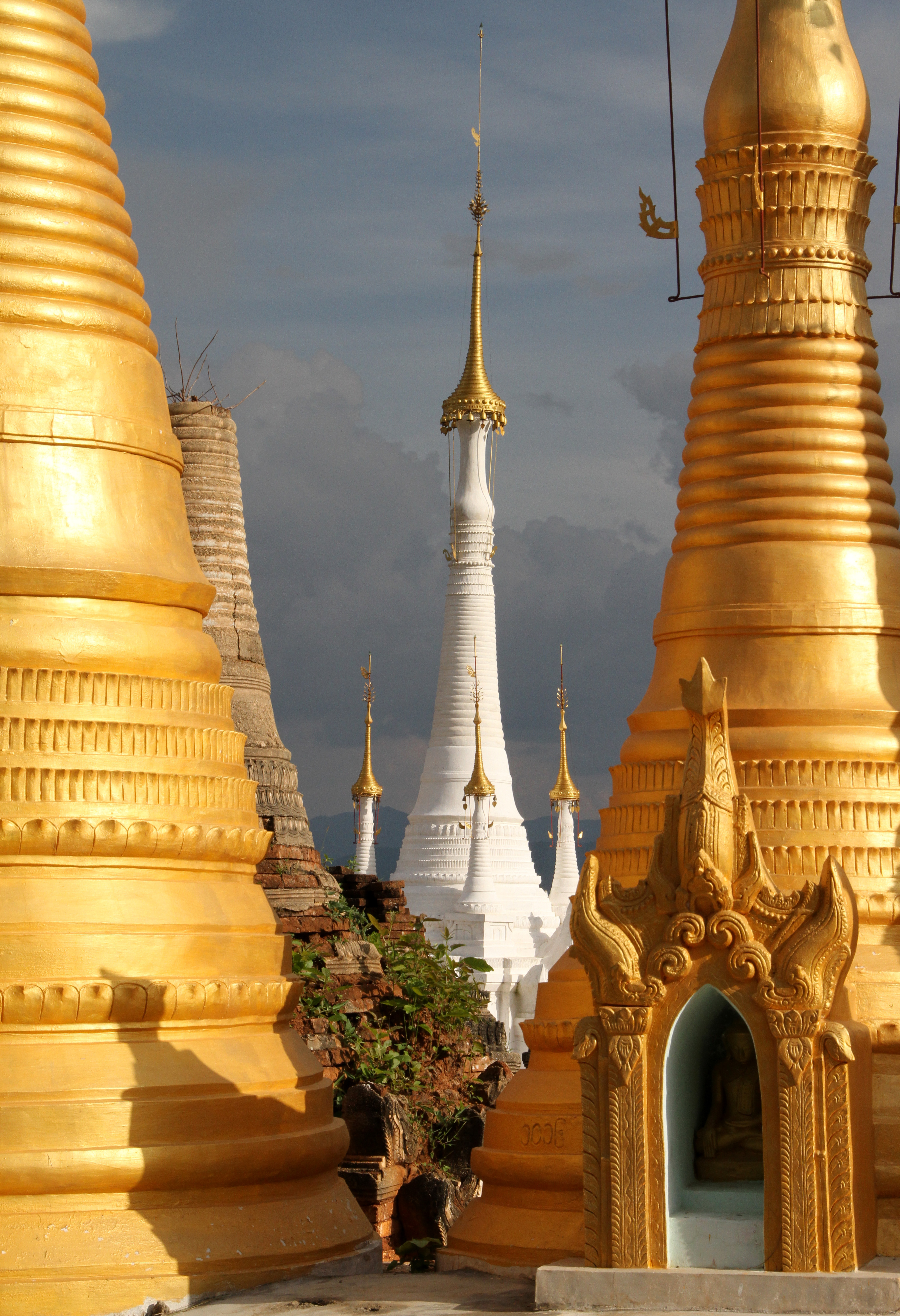
Frisch renoviert
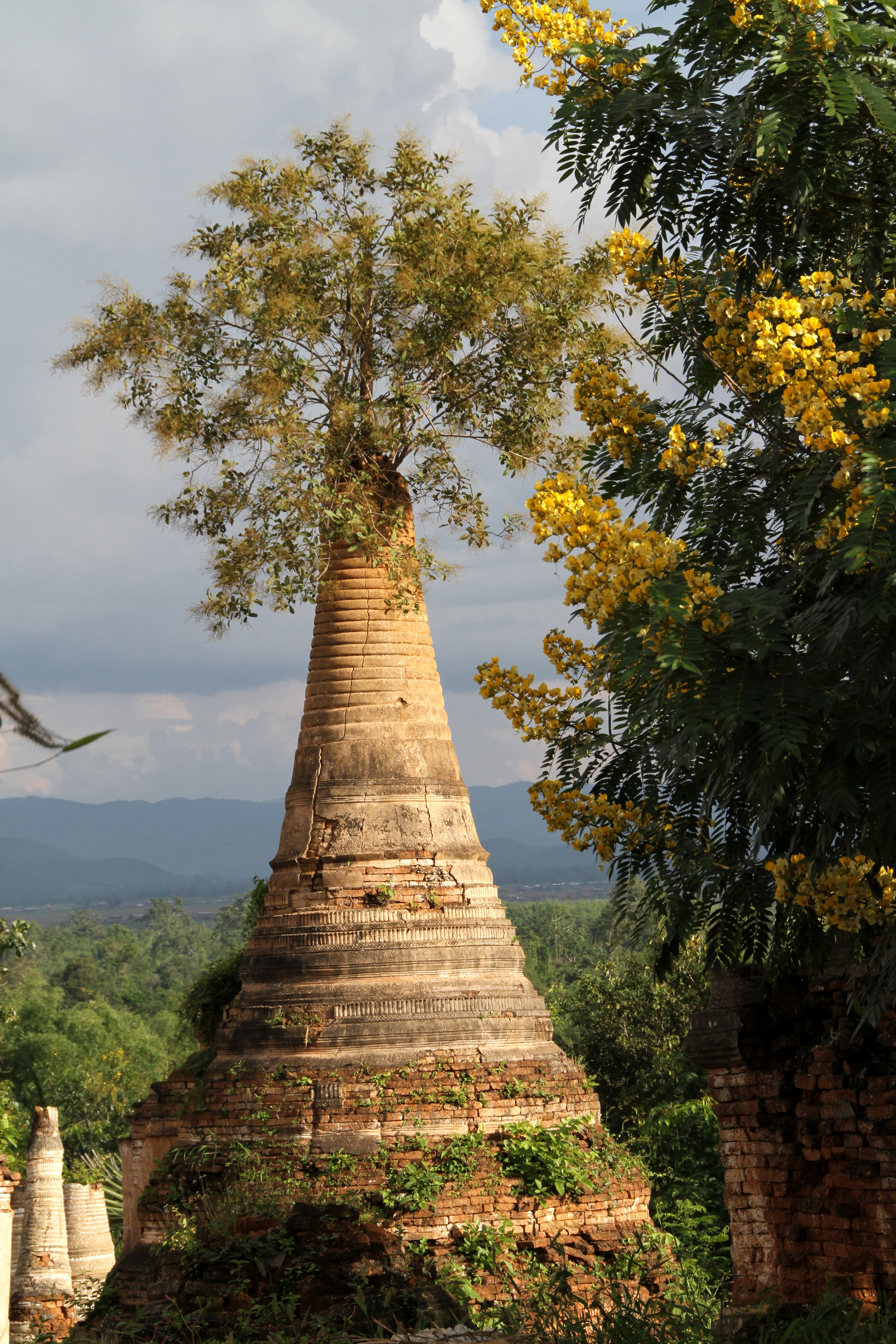
Sieg der Vegetation
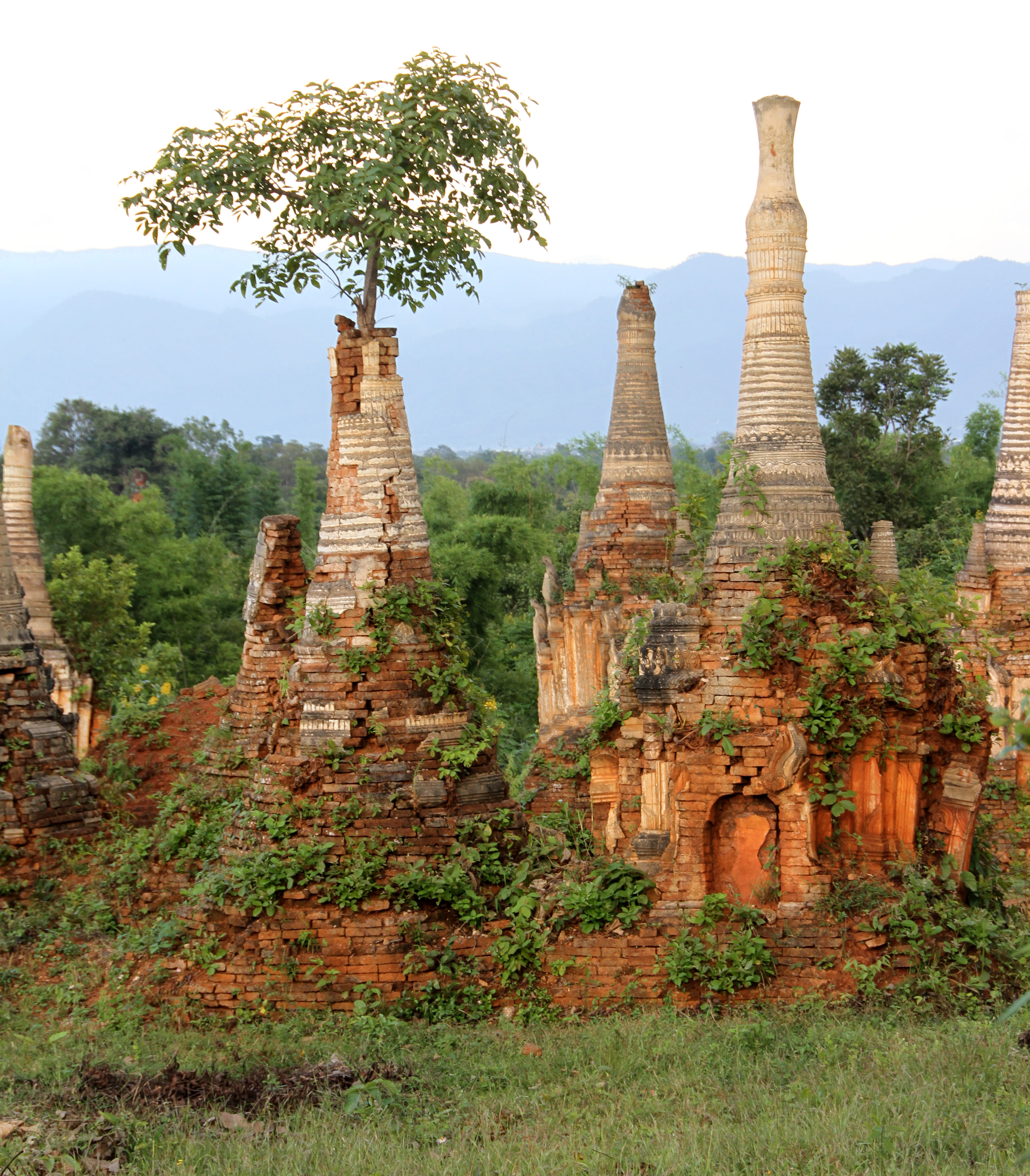
Überwachsen
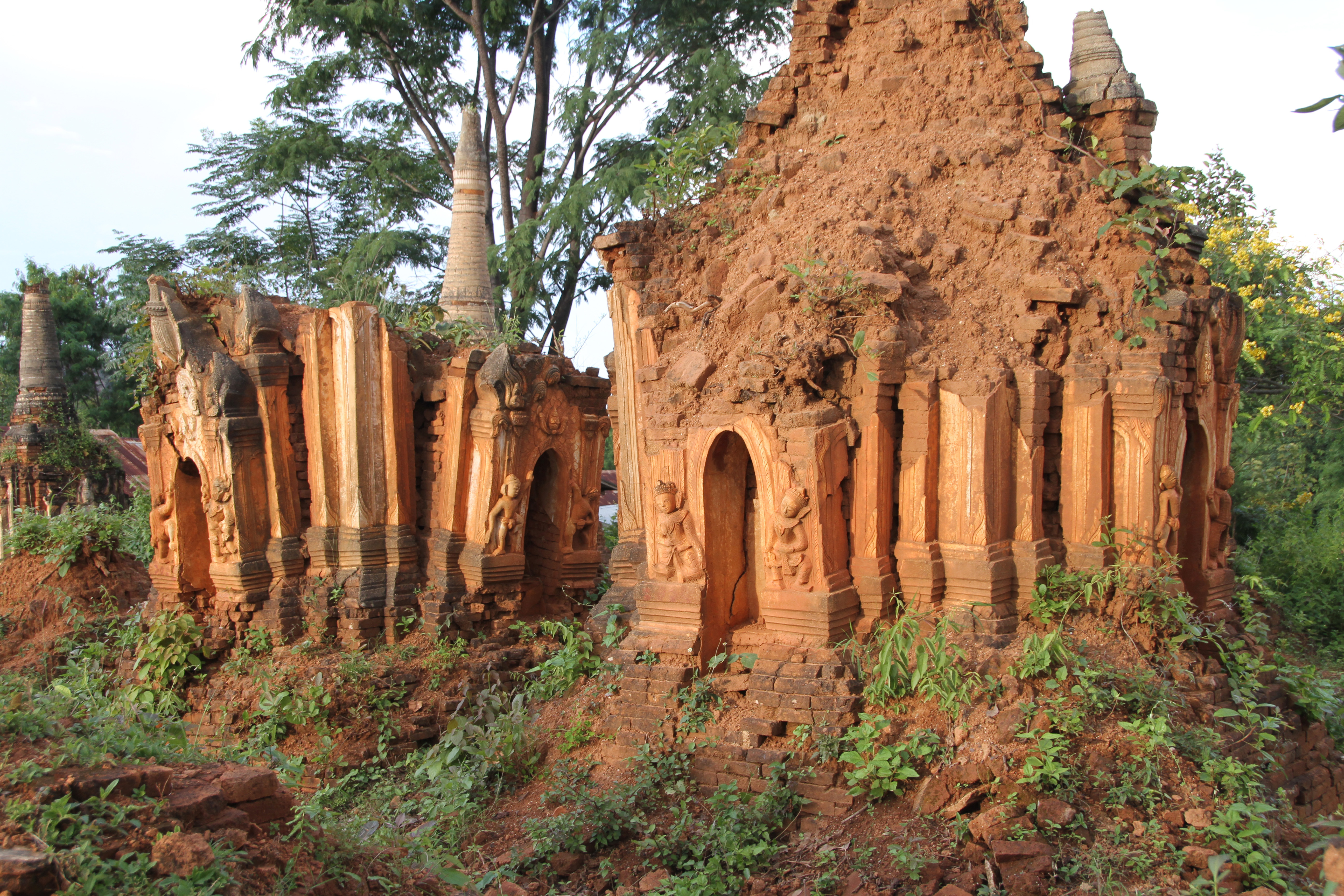
Ruinen
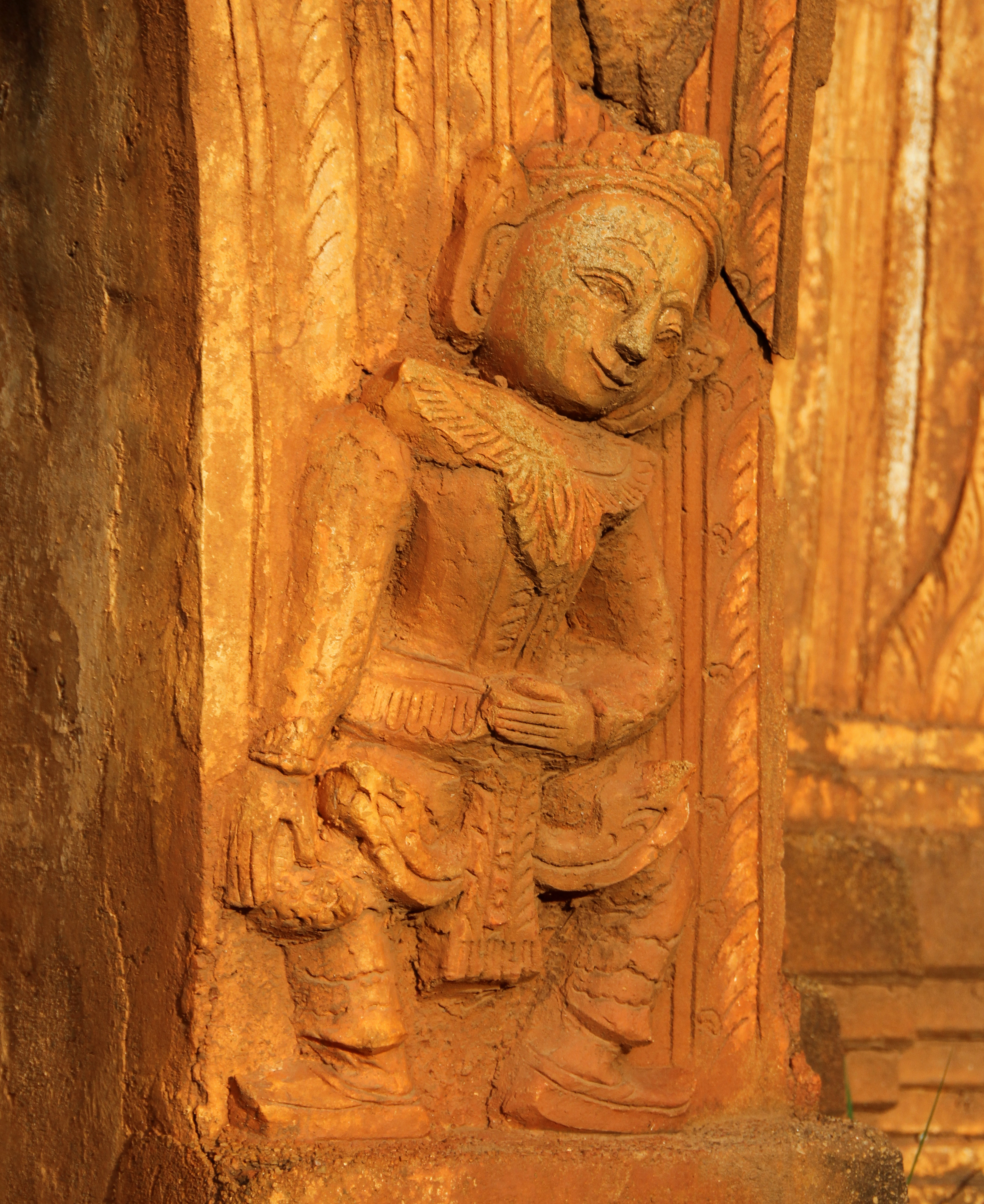
Wächterfigur
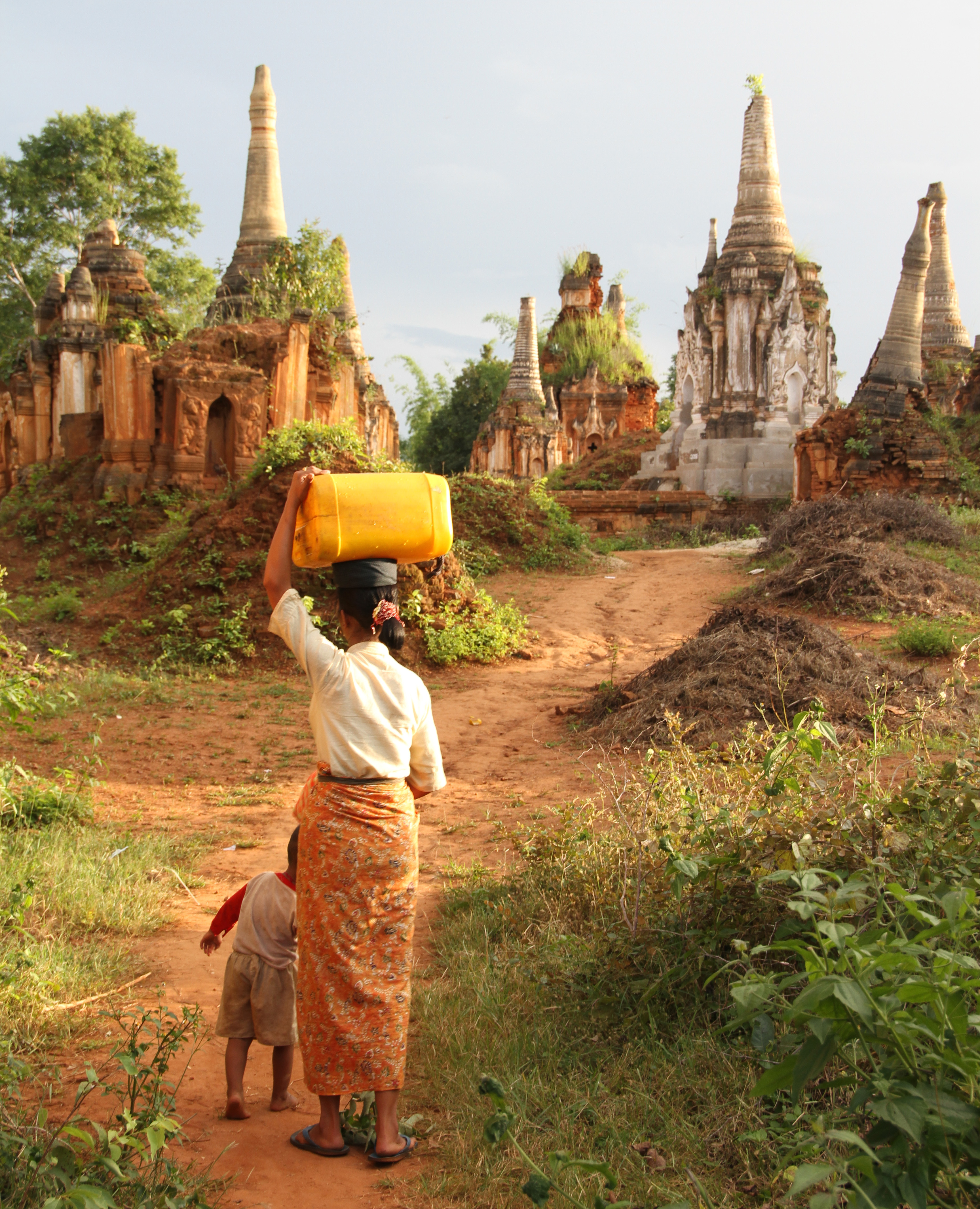
Besucher
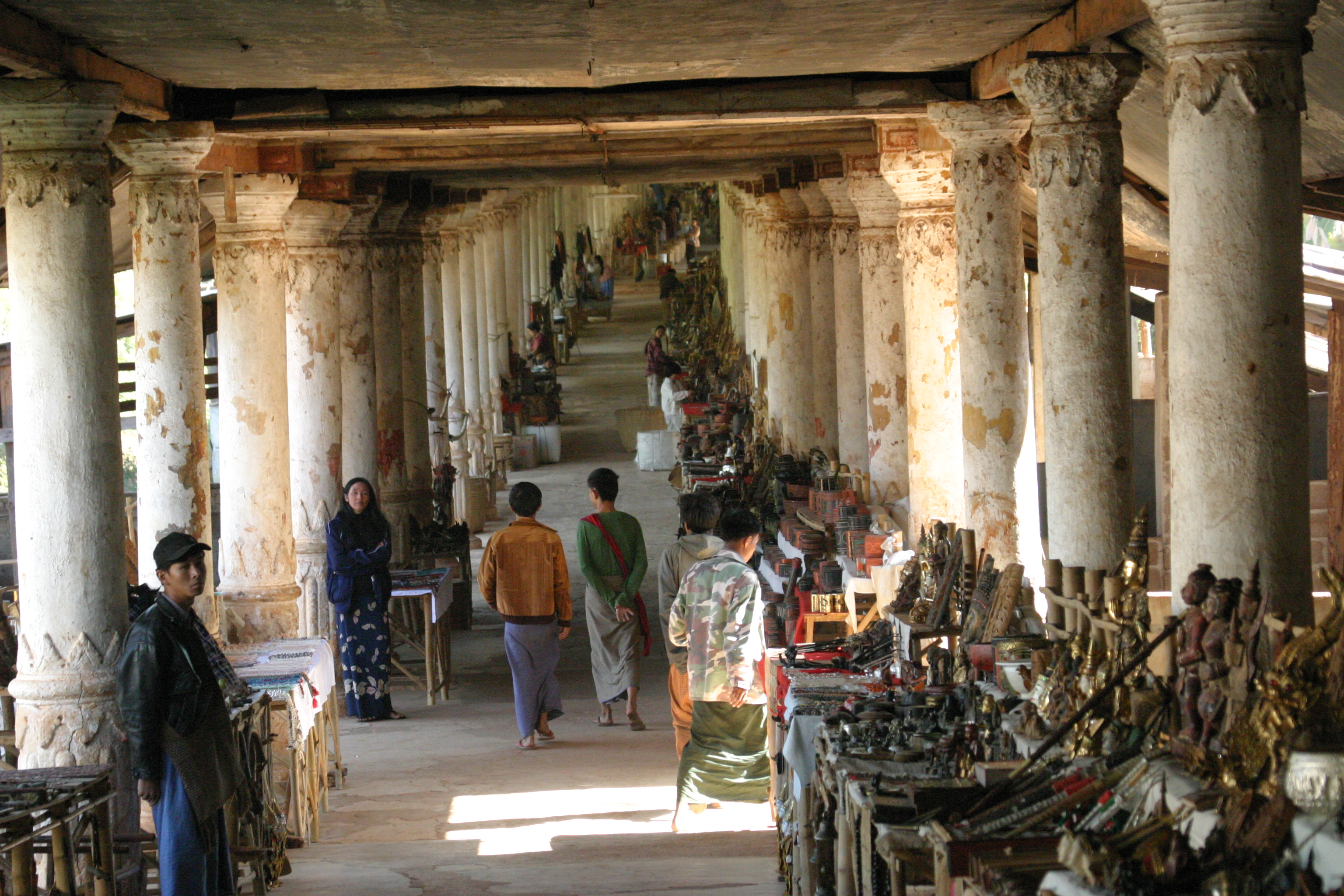
Händler-Galerie